# 병점기지선
병점기지선(餠店基地線)은 경기도 화성시의 병점역과 오산시의 서동탄역을 잇는 한국철도공사의 경부선 지선 철도 노선이다. 통행방향은 어디서든 좌측통행이다. 
과거 이 노선은 경부선 본선의 일부였으나, 경부선의 복복선화 및 직선화 과정 중 병점역에서 지금의 오산대역에 이르는 구간이 이설되고 기존선 경로 상에 병점차량사업소를 건설함에 따라 병점역과 병점차량사업소를 잇는 구간만을 남겨 병점기지선이라고 부르게 되었다.
이후 화성시의 동탄신도시가 본격적으로 조성되면서 병점역에 비해 병점차량사업소가 더욱 인접한 점을 토대로 화성시가 건설비 전액을 투자하여 오산시 외삼미동에 서동탄역을 신설하였다.

## 노선 정보
- 노선 거리 : 2.2 km
- 운영 기관 : 한국철도공사 (전 구간)
- 궤간 : 1435 mm (표준궤)
- 통행 방식 : 좌측
- 역 수 : 2
- 복선 구간 : 병점~서동탄
- 전철화 구간 : 병점~서동탄
- 보안 장치 : ATS

### 배선도
다음은 병점역에서 병점차량사업소와 서동탄역에 이르는 병점기지선의 배선도이다.

### 차량
- 한국철도공사 311000 · 312000호대 전동차
- 서울교통공사 1000호대 VVVF 전동차
- 서울교통공사 1000호대 저항제어 전동차

## 연혁
- 2003년 4월 30일: 병점차량기지 개업
- 2010년 2월 26일: 서동탄역 영업 개시
- 2019년 4월 17일: 철도 노선번호 변경에 따라 30206으로 변경[2]

## 역 목록
| ↑ 경부선 세류역 방면 |                       |          |                    |     |     |        |        |
| 병점                 | Byeongjeom            | 餠店     | 경부선 (신창) 방면 | 0.0 | 0.0 | 경기도 | 화성시 |
| 병점기지             | ByeongjeomTraincenter | 餠店基地 |                    | 1.4 | 1.4 | 경기도 | 화성시 |
| 서동탄               | Seodongtan            | 西東灘   |                    | 0.8 | 2.2 | 경기도 | 오산시 |

## 미래
병점기지선과 연결되는 동탄인덕원선의 차량기지 인입선이 건설되어 개통이 될 예정이다. 수도권고속철도 동탄역에서 시발하여 서동탄역으로 연결된다. 열차운행 방식은 수도권 전철 1호선의 연장으로 추진되며, 솔빛나루역(가칭)을 신설하는 것이 추진된다.

## 같이 보기
- 경부선
- 수도권 전철 1호선
- 장암역
- 녹동역
- 서청주선, 북전주선, 덕산선 - 선로 이설 후 구 선로의 일부를 별개의 영업선으로 독립 존속시킨 사례